# 维多利亚·罗金娜
维多利亚·谢尔盖耶芙娜·罗金娜（羅馬化：Viktoriya Sergeyevna Rodina；1989年10月29日—）是俄罗斯政治人物，第八届国家杜马代表。
2012年到2021年，罗金娜在专门从事田径项目的儿童和青少年奥林匹克预备队学校担任教练。。2016年，她创立了慈善基金会“善的世界”。该基金会旨在帮助残疾儿童、孤儿、大家庭和低收入家庭的儿童以及处境困难的儿童。2016年至2021年，罗金娜担任卡巴尔达-巴尔卡尔共和国普罗赫拉德内城区地方自治委员会第六届代表。2021年9月起，她担任第八届国家杜马代表。

## 制裁
罗金娜于2022年因俄乌战争而受到英国政府和美国财政部制裁。